# Hylobates funereus
Hylobates funereus is een zoogdier uit de familie van de gibbons (Hylobatidae). De wetenschappelijke naam van de soort werd voor het eerst geldig gepubliceerd door Isidore Geoffroy Saint-Hilaire in 1850. De soort werd voorheen als ondersoort van de Borneogibbon (Hylobates muelleri) gerekend.

## Voorkomen
De soort komt voor in het noorden van Borneo.